# David IV van Georgië
David IV, ook David de Bouwer (Georgisch: დავით აღმაშენებელი, Davit Aghmasjenebeli) (Koetaisi, 1073?, 24 januari 1125) was koning van het koninkrijk Georgië van 1089 tot 1125. Hij was de enige zoon van koning George II uit het Bagrationenhuis en stond aan de basis van de grootste bloeiperiode van Georgië, de Georgische Gouden Eeuw (1100-1225) (zie Geschiedenis van Georgië).
Tijdens zijn geboorte en jeugd beleefde Georgië een van haar moeilijkste perioden door stelselmatige aanvallen van de islamitische Seltsjoeken, die een jihad uitvochten tegen het christelijke vorstendom. Zijn vader, die niet tegen de problemen was opgewassen, werd gedwongen af te treden ten gunste van zijn toen 16-jarige zoon.

## Eerste deel van Davids koningschap
Ondanks zijn jeugd bemoeide David zich zeer actief met de binnen- en buitenlandse politiek en volgde een doelgerichte strategie om eenheid te brengen in het verscheurde rijk. Hij beteugelde de macht van de vele kleine feodale heersers, centraliseerde de regering en vormde een nieuw type leger dat beter bestand was tegen de Seltsjoekse militaire organisatie, waarna hij stelselmatig de Seltsjoeken begon te verdrijven. Hij werd hierbij geholpen door de kruisvaarders van de Eerste Kruistocht (1095-1099), gesteund door paus Urbanus II die eveneens tegen de Seltsjoekse Turken was gericht. Na tien jaar voelde hij zich sterk genoeg om de betaling van de jaarlijkse schattingen te staken.
In de volgende vijf jaar breidde hij zijn militaire acties uit naar de oostelijke regio's Kacheti en Hereti en wist deze bij zijn rijk te voegen. Ook binnenlands verstevigde hij zijn macht door weerspannige bisschoppen te verdrijven en de religieuze en seculiere staatsmacht in een functie te concentreren. Tevens beëindigde hij het sinds 813 geldende protectoraat van het Byzantijnse Rijk.

## Latere militaire campagnes
In de volgende jaren boekte hij nieuwe militaire successen met de verovering van onder andere Roestavi en Lorri. Zijn volk zuchtte echter onder de lange periode van oorlogvoering; tevens bleef de streek rond Tbilisi een islamitische enclave die hij niet onder controle kreeg. Om deze problemen op te lossen, hervormde hij opnieuw zijn militaire structuur: hij liet een stam van 40.000 Kiptsjakfamilies uit de noordelijke Kaukasus zijn rijk binnen en gaf hun land op voorwaarde dat zij bijdroegen aan zijn leger. Met deze aanwas van 40.000 man wist David vervolgens nieuwe successen te boeken tegen de Turken en zijn gebied verder uit te breiden naar het oosten en zuiden.
Als gevolg van de toenemende macht van het christelijke bolwerk bezuiden de Kaukasus riep sultan Machmed II een heilige oorlog uit, waarop een grote coalitie van moslimstaten een enorme macht tegen David samenbracht; in verschillende bronnen wordt gesproken van een minimum van 250.000 tot wel 600.000 man. In weerwil van die numerieke overmacht wist Davids leger van nog geen 60.000 man hun een verpletterende nederlaag toe te brengen op het slagveld van Didgori op 12 augustus 1121. Dit geldt als de grootste overwinning in de Georgische geschiedenis en droeg er zeer toe bij dat Georgië zich als politieke en culturele macht in de regio vestigde.
Hierna slaagde David erin ook Tbilisi in te nemen en vestigde er zijn hoofdstad, waarna hij zijn rijk verder wist uit te breiden naar het oosten en zuiden tot de oevers van de Kaspische Zee.

## Invloed van zijn koningschap

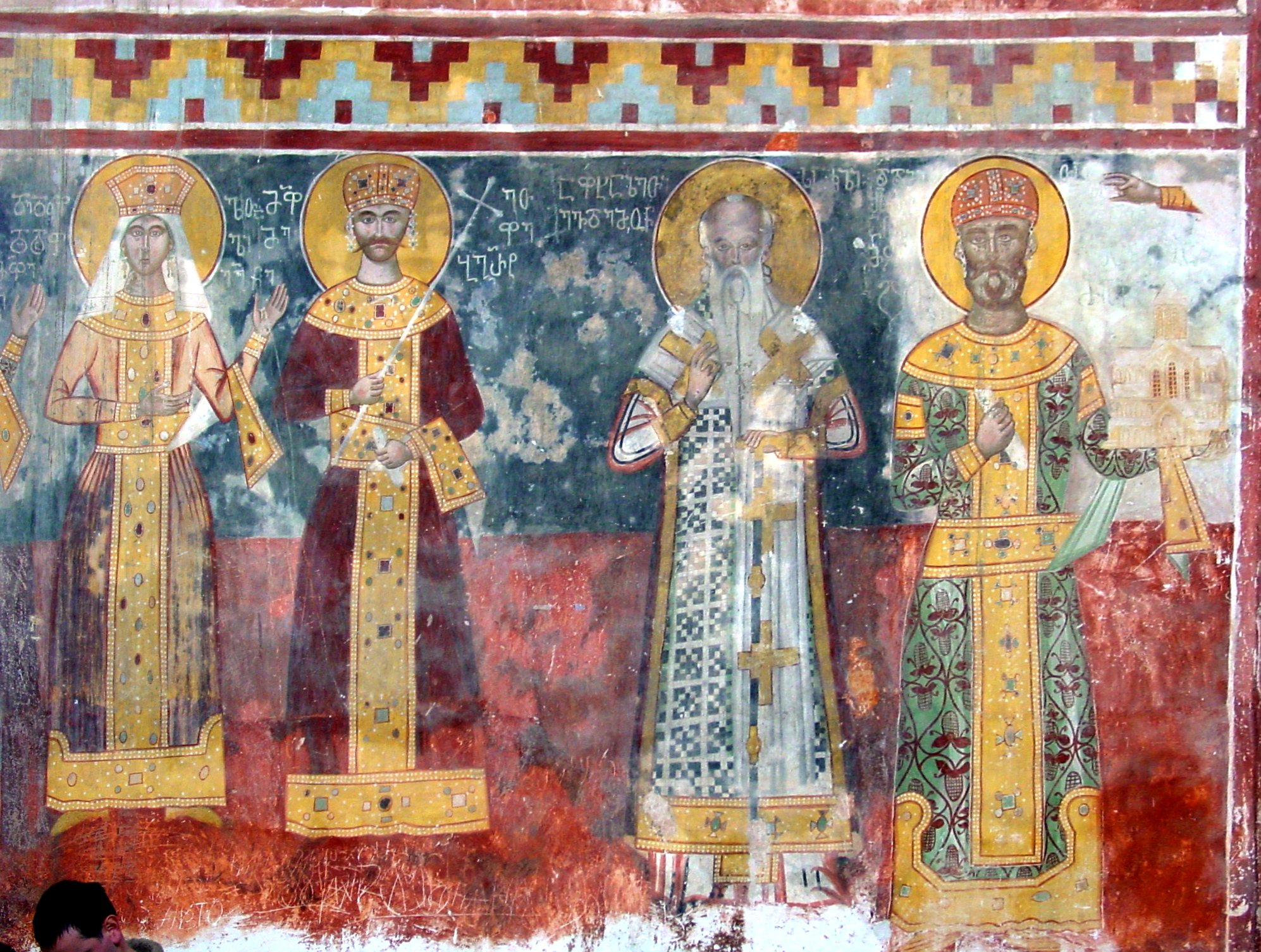
Georgië's Meest Vereerde Koningen, fresco uit het Gelatiklooster; rechts David IV

David betoonde zich een gematigd vorst, die tolerantie en acceptatie van andere religies voorstond; zijn multi-etnische rijk werd gekenmerkt door humane behandeling van andere culturen. Zo assimileerde de Kiptsjakstam snel in zijn rijk en werd hij door een deel van de Armeniërs als bevrijder ontvangen. Aan het eind van zijn koningschap droeg hij de titel: "Koning der Koningen, David zoon van George, Zwaard van de Messias".
David, die een geletterd man was, bevorderde cultuur en onderwijs in zijn rijk. Talentvolle jongeren werden ter opvoeding naar het Byzantijnse Rijk gestuurd; een aantal van hen werden invloedrijke geleerden. Hij stichtte scholen en academies, waarvan de bekendste de Gelati-academie was. Zelf gold hij als een invloedrijk dichter met de Hymnen van Boete (Galobani sinanoelisani) (ca. 1120).
Hij trouwde tweemaal en kreeg zes kinderen. Hij werd opgevolgd door zijn oudste zoon Demeter I. De bloei van zijn rijk duurde voort tot en met de regering van zijn achterkleindochter Tamar.
David stierf op 24 januari 1125 en werd op zijn wens begraven onder de drempel van het Klooster van Gelati, zodat iedereen die dit bezocht over zijn graf moest lopen. Tot op heden geldt hij als een grondlegger van de Georgische cultuur en het nationale zelfbewustzijn. Zo bestaat er nog steeds de naar hem genoemde Orde van David de Bouwer. In 2004 legde de nieuwe president Micheil Saakasjvili op zijn graf een eed af.